# Myopias levigata
Myopias levigata é uma espécie de formiga do gênero Myopias, pertencente à subfamília Ponerinae.